# درخت‌پیمایی

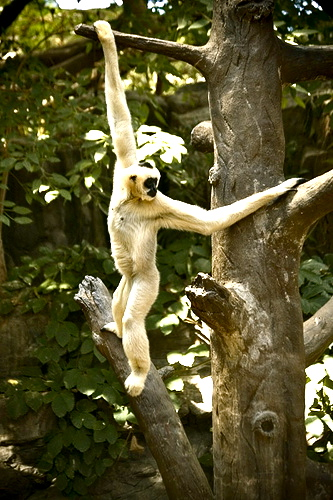
گیبون‌ها تقسیم‌گرهای خوبی هستند. دست‌وپای درازشان آن‌ها را قادر می‌سازد تا به راحتی تاب بخورند و شاخه‌ها را به چنگ آورند.

درخت‌پیمایی یا جابه‌جایی درختی (به انگلیسی: Arboreal locomotion) یا «تاب خوردن بر درختان» به حرکت جانوران در درختان یا از درختی به درخت دیگر گفته می‌شود. این موضوع هر زیستگاه فعلی را در بر می‌گیرد که در آن درختان با جانوران تکامل یافته‌تر همراه هستند که در میان درختان جابه‌جا می‌شوند.
درخت‌پیمایی گونه‌ای از جابه‌جایی جانوران در درخت‌ها است. در زیستگاه‌هایی که درختان وجود دارند، جانوران تکامل یافته‌اند تا بتوانند در آن‌ها حرکت کنند. برخی جانوران ممکن است تنها گاه‌به‌گاه از درخت بالا بروند، اما برخی دیگر به‌طور کامل درخت‌زی هستند. این زیستگاه‌ها چالش‌های مکانیکی فراوانی را برای جانورانِ در حال حرکت ایجاد می‌کنند و به مجموعه‌ای از پیامدهای ریخت‌شناسی، رفتاری و بوم‌شناختی و همچنین تفاوت‌هایی در میان گونه‌های مختلف منجر می‌شوند. افزون بر این، بسیاری از همین اصول را می‌توان برای بالا رفتن بدون وجود درخت، مانند بر روی توده‌های سنگ یا کوه‌ها، نیز به کار بست.
برخی جانوران، مانند حلزون درختی، به‌طور انحصاری در زیستگاه‌های درختی زندگی می‌کنند.

## زیست‌مکانیک
زیستگاه‌های درختی چالش‌های مکانیکی متعددی را برای جانورانِ در حال حرکت در آن‌ها ایجاد می‌کنند که به شیوه‌های گوناگون حل شده‌اند. این چالش‌ها شامل حرکت روی شاخه‌های باریک، بالا و پایین رفتن از سطوح شیب‌دار، حفظ تعادل، عبور از فاصله‌ها و مقابله با موانع می‌شود.

### قطر
حرکت بر روی سطوح باریک، مانند یک شاخهٔ درخت، می‌تواند دشواری‌های ویژه‌ای برای جانورانی ایجاد کند که برای حفظ تعادل روی بسترهایی با قطر کم سازگار نشده‌اند. هنگام جابه‌جایی روی زمین، مرکز جرم ممکن است به چپ و راست جابه‌جا شود، اما در درخت‌پیمایی این امر باعث می‌شود مرکز جرم از لبهٔ شاخه فراتر رود و تمایل به سقوط ایجاد کند. برخی جانوران درخت‌زی نه‌تنها باید بتوانند روی شاخه‌هایی با قطرهای گوناگون حرکت کنند، بلکه باید بتوانند روی همان شاخه‌ها تغذیه کنند، که این امر نیازمند توانایی حفظ تعادل هم‌زمان با استفاده از دست‌ها برای غذا خوردن است. این وضعیت باعث پیدایش شیوه‌های گوناگون گرفتن شاخه، مانند گرفتن شاخه با پا برای قفل کردن خود بر روی شاخه‌های باریک و افزایش تعادل، شده است.

### شیب
در زیستگاه‌های درختی، شاخه‌ها اغلب نسبت به جاذبه زاویه‌دار هستند و حتی ممکن است عمودی باشند، که مشکلات خاصی ایجاد می‌کند. هنگامی که جانوری بر روی شاخه‌ای شیب‌دار به سمت بالا حرکت می‌کند، باید بر نیروی جاذبه برای بالا بردن بدنش غلبه کند که حرکت را دشوارتر می‌سازد. برای غلبه بر این مشکل، بسیاری از جانوران مجبورند بستر را با هر چهار اندام بگیرند و بسامد گام‌های خود را افزایش دهند. برعکس، هنگام پایین آمدن نیز جانور باید بر نیروی گرانش برای کنترل فرود و جلوگیری از سقوط غلبه کند. پایین آمدن می‌تواند برای بسیاری از جانوران به‌ویژه دشوار باشد و گونه‌های بسیار درخت‌زی اغلب روش‌های ویژه‌ای برای کنترل فرود خود دارند. یکی از راه‌های جلوگیری از سقوط هنگام پایین آمدن، افزایش میزان تماس اندام‌ها با بستر برای افزایش اصطکاک و نیروی ترمزگیری است.

### تعادل
به دلیل ارتفاع زیاد بسیاری از شاخه‌ها و پیامدهای بالقوه فاجعه‌بار یک سقوط، تعادل برای جانوران درخت‌زی از اهمیت بالایی برخوردار است. روی شاخه‌های افقی و با شیب ملایم، مشکل اصلی تمایل به واژگونی به طرفین به علت تکیه‌گاه باریک است. هرچه شاخه باریک‌تر باشد، حفظ تعادل دشوارتر می‌شود. روی شاخه‌های تند و عمودی، واژگونی به طرفین کمتر مسئله‌ساز است و بیشتر احتمال دارد جانور به عقب برگردد یا رو به پایین بلغزد. در این حالت، شاخه‌های با قطر زیاد چالش‌برانگیزترند، زیرا جانور نمی‌تواند اندام‌های پیشین خود را به مرکز شاخه نزدیک‌تر از اندام‌های عقبی قرار دهد.

### عبور از شکاف‌ها
برخی جانوران درخت‌زی برای یافتن غذا و پناهگاه باید بتوانند از یک درخت به درخت دیگر حرکت کنند. برای انجام این کار، جانوران دچار سازگاری‌های گوناگونی شده‌اند. در برخی مناطق، درختان به‌هم نزدیک‌اند و می‌توان با بازوپیمایی ساده میان آن‌ها جابه‌جا شد. در مناطقی دیگر، فاصلهٔ درختان زیاد است و جانوران باید سازگاری‌های ویژه‌ای برای پریدن در مسافت‌های طولانی یا سرخوردن در هوا داشته باشند.

### موانع
زیستگاه‌های درختی معمولاً موانع زیادی دارند، هم به‌شکل شاخه‌هایی که از شاخهٔ مورد حرکت منشعب می‌شوند و هم شاخه‌هایی که به فضای موردنیاز جانور برای عبور وارد می‌شوند. این موانع ممکن است حرکت را دشوار کنند یا برعکس، به‌عنوان نقاط تماس اضافی برای بهبود حرکت استفاده شوند. در حالی که موانع معمولاً حرکت جانوران اندام‌دار را کند می‌کنند، این موانع برای مارها سودمند هستند زیرا به‌عنوان نقاط لنگر عمل می‌کنند.

## تخصص‌های کالبدی
موجودات درخت‌زی برای غلبه بر چالش‌های مکانیکی جابه‌جایی در زیستگاه خود، سازگاری‌های کالبدی فراوانی دارند.
جانوران درخت‌زی اغلب اندام‌های کشیده‌ای دارند که به آن‌ها کمک می‌کند از شکاف‌ها عبور کنند، به میوه یا منابع دیگر برسند، استحکام تکیه‌گاه پیش رو را بیازمایند و در برخی موارد، بازوپیمایی انجام دهند. با این حال، برخی گونه‌های مارمولک دارای اندام‌های کوچک‌تر هستند تا از گیر کردن اندام‌ها به شاخه‌های مزاحم جلوگیری کنند.
بسیاری از گونه‌های درخت‌زی، مانند میمون جیغ‌کش، پایتون سبز درختی، بوای زمردی درختی، آفتاب‌پرست، مورچه‌خوار ابریشمی، میمون عنکبوتی و صاریغ استرالیایی، از دم پیچ‌گیر برای گرفتن شاخه‌ها استفاده می‌کنند. در میمون عنکبوتی و گکو تاج‌دار، نوک دم یا یک بخش بدون پوشش دارد یا یک بالشتک چسبنده که اصطکاک را افزایش می‌دهد.

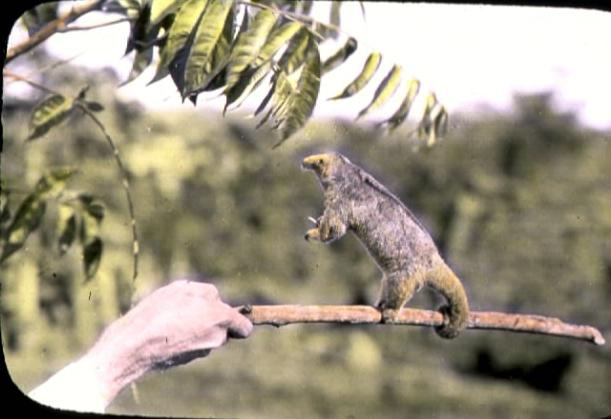
مورچه‌خوار ابریشمی از دم پیچ‌گیر خود به‌عنوان یک «بازوی سوم» برای تثبیت و تعادل استفاده می‌کند، در حالی که چنگال‌هایش به گرفتن و بالا رفتن از شاخه‌ها کمک می‌کند

چنگال‌ها می‌توانند برای تعامل با بسترهای زبر و تغییر جهت نیرویی که جانور اعمال می‌کند استفاده شوند. این ویژگی است که به سنجاب‌ها اجازه می‌دهد از تنهٔ درختانی بالا بروند که از دید آن‌ها تقریباً صاف به نظر می‌رسند. با این حال، چنگال‌ها می‌توانند توانایی گرفتن شاخه‌های بسیار باریک را کاهش دهند، زیرا ممکن است بیش از حد به دور شاخه بپیچند و به کف دست خود جانور آسیب بزنند.
چسبندگی جایگزینی برای چنگال‌ها است که در سطوح صاف بهترین کارایی را دارد. چسبندگی تر در قورباغه‌های درختی و سمندرهای درخت‌زی رایج است و یا با مکش یا با چسبندگی مویینگی عمل می‌کند. چسبندگی خشک نمونهٔ بارز خود را در انگشتان تخصص‌یافتهٔ گکوها نشان می‌دهد که با استفاده از نیروی واندوالسی به بسیاری از بسترها، حتی شیشه، می‌چسبند.
گرفتن اصطکاکی در میان نخستی‌ها کاربرد دارد و بر نوک انگشتان بدون مو متکی است. فشار دادن شاخه میان نوک انگشتان نیروی اصطکاکی ایجاد می‌کند که دست جانور را به شاخه نگه می‌دارد. با این حال، این نوع گرفتن به زاویهٔ نیروی اصطکاک و بنابراین به قطر شاخه وابسته است؛ شاخه‌های بزرگ‌تر باعث کاهش توان گرفتن می‌شوند. جانورانی غیر از نخستی‌ها که از گرفتن برای بالا رفتن استفاده می‌کنند شامل آفتاب‌پرست، با پاهایی شبیه دستکش برای گرفتن، و بسیاری از پرندگانی هستند که هنگام نشستن یا جابه‌جایی شاخه‌ها را می‌گیرند.
برای کنترل پایین آمدن، به‌ویژه از شاخه‌هایی با قطر زیاد، برخی جانوران درخت‌زی مانند سنجابها، مفصل‌های مچ پا با تحرک بسیار بالا پیدا کرده‌اند که اجازه می‌دهد پا را در حالتی «برعکس» بچرخانند. این کار باعث می‌شود چنگال‌ها به سطح زبر پوست درخت قلاب شوند و در برابر نیروی جاذبه مقاومت کنند.
بسیاری از گونه‌های درخت‌زی، هنگام بالا رفتن، مرکز جرم خود را پایین می‌آورند تا حرکات واژگونی و کج‌شدن را کاهش دهند. این کار می‌تواند با تغییر در حالت بدنی، تغییر تناسبات بدن، یا کوچک‌تر بودن اندازه انجام شود.
اندازهٔ کوچک مزایای زیادی برای گونه‌های درخت‌زی دارد: مانند افزایش اندازهٔ نسبی شاخه‌ها نسبت به جانور، پایین آوردن مرکز جرم، افزایش پایداری، کاهش جرم (که امکان حرکت بر روی شاخه‌های کوچک‌تر را فراهم می‌کند) و توانایی حرکت در زیستگاه‌های شلوغ‌تر. ارتباط اندازه و وزن بر جانوران بال‌بازرو مانند «قورباغه‌های پرنده» تأثیر دارد، مانند کاهش وزن نسبت به طول پوزه تا مخرج.

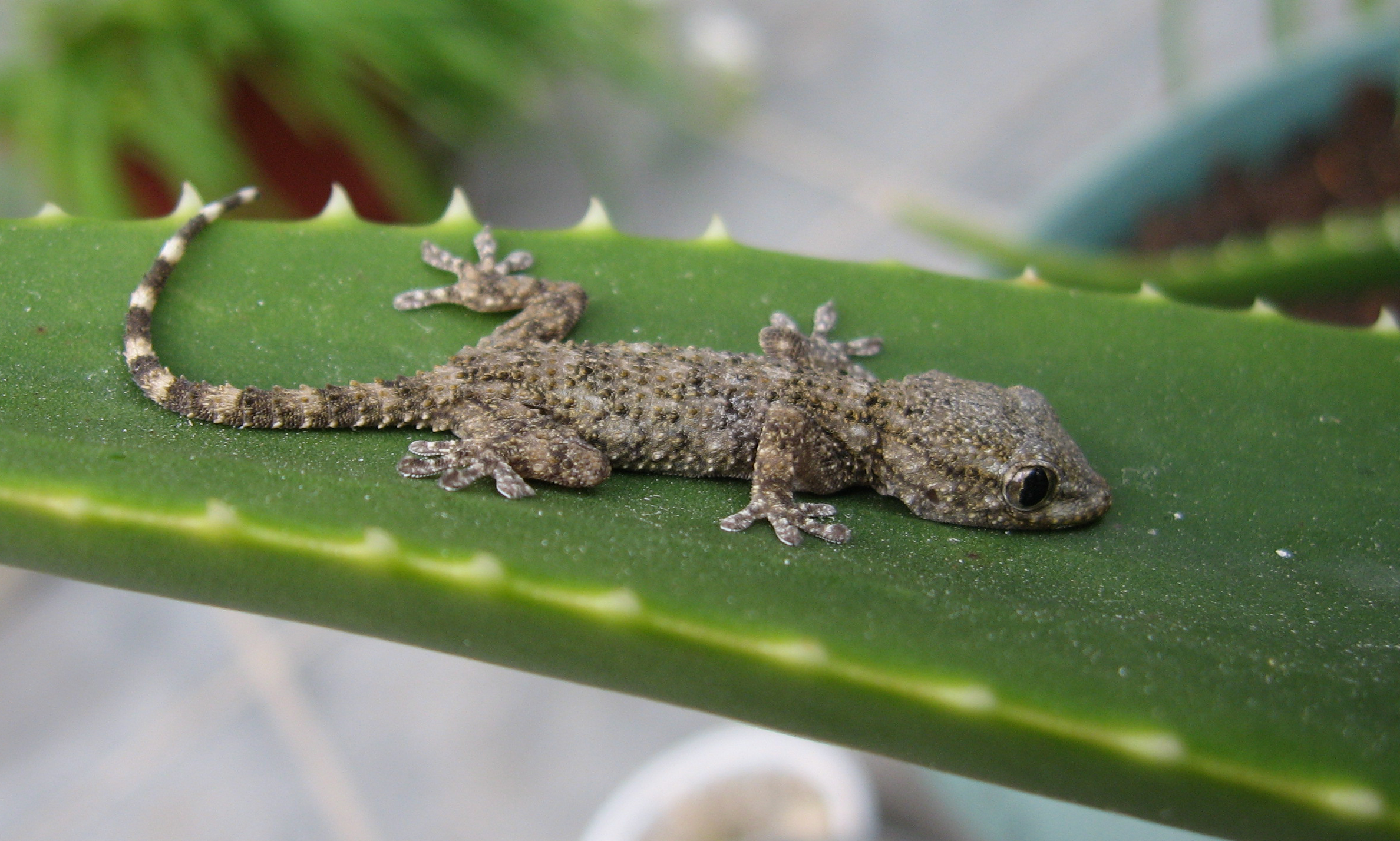
انگشتان گکو به‌وسیلهٔ چسبندگی خشک به سطوح می‌چسبند و به آن‌ها اجازه می‌دهند محکم به شاخه یا حتی یک دیوار صاف بچسبند

برخی گونه‌های نخستی، خفاش و همهٔ گونه‌های تنبل با آویزان شدن در زیر شاخه به پایداری غیرفعال دست می‌یابند. در این حالت، هر دو خطر کج‌شدن و واژگونی منتفی می‌شوند و تنها راه شکست، از دست دادن گرفتن است.

## تخصص‌های رفتاری
گونه‌های درخت‌زی رفتارهایی ویژه برای حرکت در زیستگاه خود دارند که برجسته‌ترین آن‌ها در حالت بدن و الگوی گام برداشتن است. به‌طور خاص، پستانداران درخت‌زی گام‌های بلندتری برمی‌دارند، اندام‌های خود را در هر گام به جلو و عقب بیشتر می‌کشند، حالت «خمیده‌تری» برای پایین آوردن مرکز جرم به خود می‌گیرند و از یک الگوی گام‌بندی مورب استفاده می‌کنند.

### بازوپیمایی
بازوپیمایی یا دست‌تابی یک شکل تخصصی از جابه‌جایی درخت‌زی است که در میان نخستی‌ها برای حرکت بسیار سریع در حالتی که از زیر شاخه‌ها آویزان هستند، استفاده می‌شود. می‌توان گفت این روش اوج جابه‌جایی درخت‌زی است و شامل تاب خوردن با دست‌ها از یک نقطهٔ گرفتن به نقطهٔ دیگر می‌شود. تنها چند گونه بازوپیما هستند و همهٔ آن‌ها نخستی‌اند؛ این روش یکی از شیوه‌های اصلی حرکت در میمون عنکبوتی و گیبون است و گاهی توسط اورانگوتان‌های ماده استفاده می‌شود. گیبون‌ها استاد این نوع حرکت‌اند و می‌توانند فاصله‌هایی تا ۱۵ متر (۵۰ فوت) را از شاخه‌ای به شاخهٔ دیگر تاب بخورند و با سرعتی تا ۵۶ کیلومتر بر ساعت (۳۵ مایل بر ساعت) جابه‌جا شوند.

### سرخوردن و چتربازی
برای عبور از فاصلهٔ بین درختان، بسیاری از جانوران مانند سنجاب پرنده، غشاهایی مانند بال‌پوست را برای پرواز سرشی تکامل داده‌اند. برخی جانوران می‌توانند با روشی موسوم به چتربازی، سرعت سقوط خود در هوا را کاهش دهند، مانند قورباغه‌های درختچه (گونه‌ای از قورباغه پرنده) که پرده‌های بین انگشتان پایش به آن امکان می‌دهد پس از پریدن از درخت، آهسته‌تر سقوط کند.

### بالارفتن بدون اندام

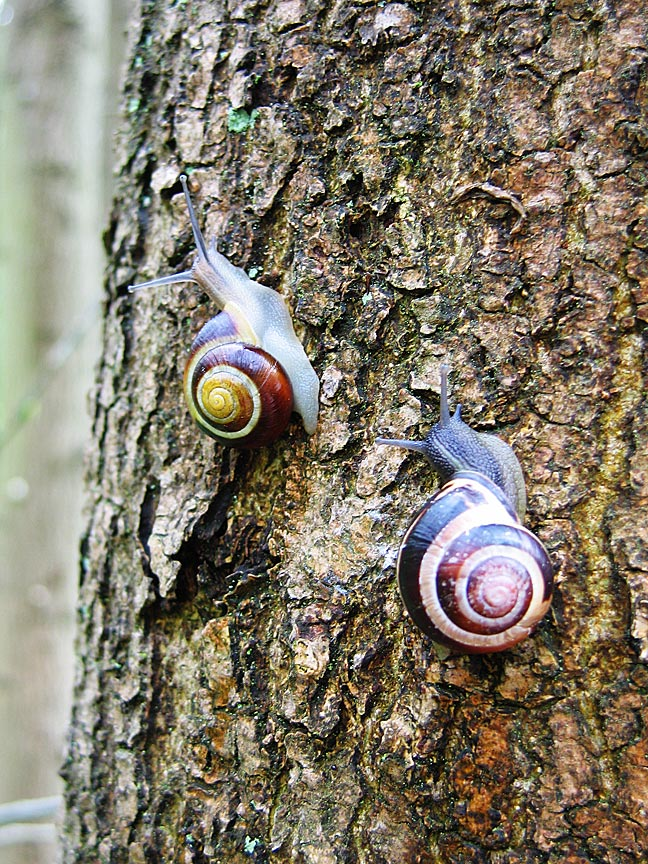
حلزون درخت‌زی با استفاده از لزجت چسبندهٔ ترشحات خود، به دلیل نداشتن اندام حرکتی، از درخت بالا می‌رود

بسیاری از گونه‌های مارها به‌شدت درخت‌زی هستند و برخی از آن‌ها برای این زیستگاه، ماهیچه‌های ویژه‌ای تکامل داده‌اند. هنگام حرکت در زیستگاه‌های درختی، مارها به‌آرامی در امتداد شاخه‌های بدون برگ، با استفاده از گونه‌ای ویژه از حرکت کنسرتینایی جابه‌جا می‌شوند، اما زمانی که شاخه‌های فرعی از شاخه‌ای که روی آن حرکت می‌کنند منشعب می‌شود، مارها از موج‌خیزی جانبی استفاده می‌کنند که روشی بسیار سریع‌تر است. در نتیجه، مارها در نشیمنگاه‌های کوچک و محیط‌های شلوغ بهترین عملکرد را دارند، در حالی که جانداران دارای اندام، در نشیمنگاه‌های بزرگ و محیط‌های خلوت، بهتر عمل می‌کنند.

## تاریخچهٔ فرگشتی
قدیمی‌ترین چهاراندام شناخته‌شدهٔ بالارونده، آب‌پرده‌دار بزمجه‌چهره‌‌ای به نام  پگاه‌نورد (ائوسنسور) از اواخر کربنیفر (پنسیلوانین) آمریکای شمالی است که به‌وضوح با سازگاری‌هایی برای گرفتن، احتمالاً روی تنهٔ درختان، تخصص یافته بود. سومینیا، یک هم‌کمان ناهنجاردندان از روسیه که به پرمین پسین و حدود ۲۶۰ میلیون سال پیش بازمی‌گردد، نیز احتمالاً یک بالاروندهٔ تخصص‌یافته بوده است.